# Alex Berenson
Alex Berenson, född 6 januari 1973, är en amerikansk författare som skrivit en rad thrillerromaner, bland annat Infiltratören.. Han var tidigare reporter på The New York Times och rapporterade om ockupationen av Irak samt översvämningen i New Orleans. Berenson har avlagt examen vid Yale University.